# Герміне Штіндт
Герміне Штіндт (нім. Hermine Stindt, 3 січня 1888 — 19 лютого 1974) — німецька плавчиня.
Срібна медалістка Олімпійських Ігор 1912 року.